# Kirche der Überführung der Reliquien des Hl. Nikolaus (Ostojićevo)
Die Kirche der Überführung der Reliquien des Hl. Nikolaus (serbisch: Храм преноса моштију Светог оца Николаја, Hram prenosa moštiju Svetog oca Nikolaja) in Ostojićevo ist eine Serbisch-orthodoxe Kirche in der autonomen Provinz Vojvodina in Nordserbien. Das Dorf gehört zur Opština Čoka im Okrug Severni Banat in der historischen Region Banat. Sie ist ein staatlich anerkanntes und geschütztes Kulturdenkmal der Republik Serbien. 
Die von 1818 bis 1833 erbaute Kirche ist der Überführung der Reliquien des Hl. Vaters Nikolaus geweiht und ist die Pfarrkirche der gleichnamigen Pfarrei Ostojićevo im Dekanat Novi Kneževac der Eparchie Banat der serbisch-orthodoxen Kirche.

## Lage
Die Kirche befindet sich im nördlichen Dorfzentrum. Das Gotteshaus steht mitten im Kreisverkehr der Kreuzung der zwei Straßen Ulica Maršala Tita und der Jugovićeva ulica.
Unweit der Kirche befinden sich die Dorfpost, die Dorfapotheke und die Römisch-katholische Kirche St. Josef. Ostojićevo liegt unweit des Flusses Theiß.

## Geschichte

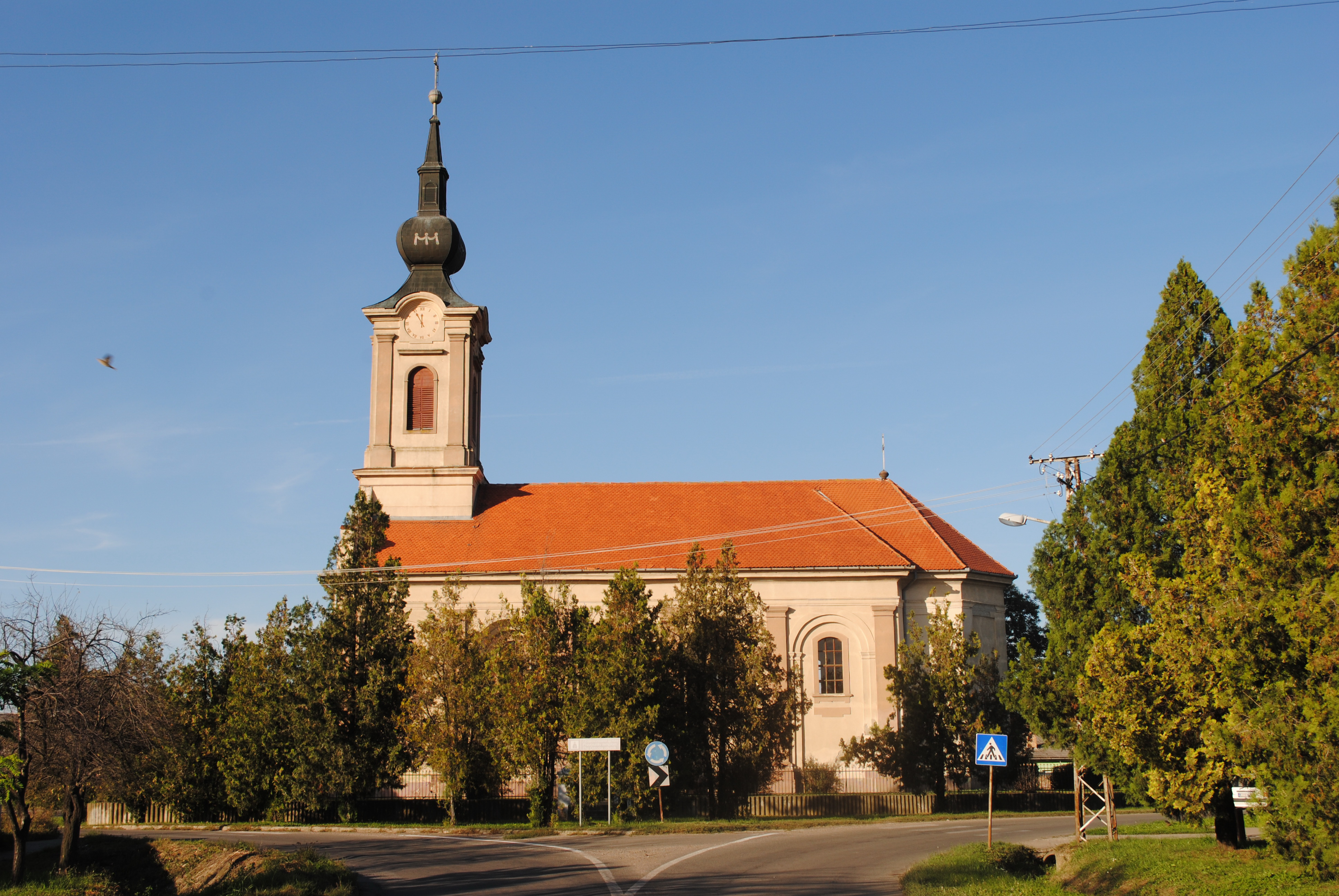
Seitenansicht der Kirche von Süden

Die in der ersten Hälfte des 19. Jahrhunderts erbaute Kirche wird auch Nova crkva (Neue Kirche) genannt. Vor der heutigen Kirche stand im Dorf, östlich der heutigen, mindestens eine ältere serbisch-orthodoxe Kirche gleichen Patroziniums. Der ungarische Historiker Shamu Borovski nimmt an, dass der ursprünglich Dorfname Potiski Sveti Nikola (ung.: Tiszaszentmiklós) sich von einer älteren Kirche Hl. Nikolaus ableitet.

### Die alte Nikolauskirche
Laut schriftlichen Quellen aus dem Jahr 1758 gibt der Administrator der Eparchie Temešvar, Arsenije Radivojević, an, dass im heutigen Ostojićevo bereits in diesem Jahr eine Kirche Hl. Nikolaus existierte. Des Weiteren wird berichtet, dass Bischof Nikolaj Dimitrijević am 1. November 1733 das Antimension für diese Kirche geweiht hatte. Diese erste Kirche wurde aus Lehm erbaut und war eine schlicht gehaltene Kirche ohne Kirchturm mit einer weißen Außenfassade und einem Dach aus Schilf. 
In Anbetracht des schlechten Baumaterials wurden 1781 größere Reparaturen an dieser Kirche begonnen, da eine Liste mitsamt Namen von Geldgebern für die Kirchrestaurierung erhalten ist. Wegen Baufälligkeit musste die alte Kirche im Jahre 1834 abgerissen werden, an der Stelle des Kirchenaltars wurde ein Gedenkkreuz zur Erinnerung an die alte Kirche aufgestellt. Dieses heute noch stehende Kreuz zeugt von der Geschichte der ersten schriftlich erwähnten serbischen Kirche im Ort.

### Die heutige (neue) Nikolauskirche
1818 beschloss die Kirchengemeinde des Dorfes, eine neue Kirche zu erbauen. Im Kirchenarchiv ist vermerkt, dass für den Bau der neuen Kirche 17.500 Forint bereitgestellt werden mussten, von denen die Kirchengemeinde bereits 10.000 Forint gesammelt hatte. Nachdem die Kirchengemeinde durch Testamentsvermächtnisse, den Verkauf von Kerzen usw. die volle Summe bereitstellen konnte, erhielt sie vom Konsistorium der Eparchie Temešvar, zu der die Pfarrei Ostojićevo damals gehörte, die Genehmigung für den Bau der Kirche. 
Die Bauleitung wurde dem Maurer Friedrich Schwerz aus Szeged anvertraut, der laut Vertrag sich verpflichtete, das für den Kirchenbau erforderliche Baumaterial zu beschaffen. An der Grundsteinlegung am 17. Oktober 1818 nahm der Erzpriester Jovan Jovanović teil, der auch die Kirchfundamente weihte. Bis zum Anfang September 1822 waren die größten Arbeiten an der Kirche abgeschlossen. Damals wurde die Ikonostase der alten Kirche in die heutige Kirche aufgestellt, bis die neue Ikonostase für diese Kirche fertiggestellt werden sollte. 
Die Kirche wurde am 4. Februar 1823 von Erzpriester Jovan Jovanović feierlich eingeweiht. Die restlichen Arbeiten wurden bis zum Jahre 1833 abgeschlossen. 
Alle Tischlerarbeiten wurden von Tischler Dimitrije Tomić ausgeführt. Die Vergoldung des gesamten Holzschnitts der Ikonostase wurde von Karl Lisi, einem Vergolder aus Kikinda, vorgenommen, während Edward Fichtner, ein Maler aus Wien, die Tische und einige andere Holzarbeiten marmorierte und einen kleinen Teil der geweihten Liturgiegegenstände vergoldete.
1905 wurde die Kirche erstmals renoviert, damals wurde auch ein eiserner Zaun um den Kirchhof aufgestellt. Danach sollte die Kirche mehrmals sowohl außen als auch im Inneren renoviert werden. 
Während des Ersten Weltkriegs wurden die Kirchglocken aus der Kirche abmontiert und erst 1926 bekam die Kirche neue Glocken. Das Kircheninnere wurde 1938 renoviert, unter anderem wurde das Kreuz auf der Kirchturmspitze vergoldet.
Bei einem starken Gewittersturm im Jahre 1958 wurde die Kirchturmspitze vom Wind von der Kirche gerissen. Nachdem man anfangs nur eine kleine einfachgestaltete provisorische Kirchturmhaube montiert hatte, bekam die Kirche 1986 eine neue barocke Kirchturmhaube, ähnlich der ursprünglichen.
Derzeitiger (2020) Pfarrpriester und Vorsteher der Kirche ist Priester Dragan Đukić. Neben der Kirche verfügt die Kirchengemeinde auch über ein altes Pfarrhaus.

## Architektur
Die Kirche wurde in zwei Stilrichtungen erbaut: Barock und Klassizismus. Der Kirchturm wurde in Barockmanier erbaut, während die Fassaden im klassizistischen Stil gestaltet sind. Die einschiffige Kirche besitzt im Osten eine polygonale Altar-Apsis sowie kleine Seitenchöre und im Westen einen Narthex mitsamt einem hohen Kirchturm. Eingänge in die Kirche befinden sich an der West-, Süd- und Nordseite. Die Kirche ist an den Außenfassaden recht schlicht gehalten. 

### Ikonostase
Ursprünglich wurde in der Kirche die Ikonostase aus der alten Kirche aufgestellt. Die neue Ikonostase wurde von den zwei bekannten Brüdern und Bildhauern Mihajlo und Lazar Janić aus Arad von 1847 bis 1856 hergestellt. Die Gebrüder Janić stellten auch die Rahmen für die Ikonen und fast alle weiteren Holzschnitzarbeiten der Kirche her. 
Der thematische Inhalt auf der mehrstöckigen prächtig-reich verzierten Ikonostase zeigt Ikonen folgender Heiliger und Ereignisse: Auf dem Ikonostasensockel befinden sich folgende Ikonen: Der Hl. Nikolaus rettet die Schiffbrüchigen, die Begegnung der Mütter, Christus und die Samariterin und die Geburt des Hl. Johannes des Täufers. Die Thronikonen sind der Hl. Nikolaus von Myra, die Allerheiligste Gottesmutter Maria, Jesus Christus und der Hl. Johannes der Täufer. 
Auf der Nordtür der Ikonostase befindet sich die Ikone des Hl. Erzengel Michael und auf der Südtür die Ikone des Hl. Erzengel Raphael. Auf der Zarentür, die noch ein Bestandteil der alten Ikonostase war, befinden sich die Ikonen der Mariä Verkündigung, mitsamt Hl. Erzengel Gabriel und eine weitere des Hl. Erzengel Michael. Die Ikonen der Zarentür sind Werke des bekannten Künstlers Teodor Ilić Češljar. 
Auf dem zweiten Ikonostasenstock sind Ikonen verschiedener großer Hochfeste gemalt, wie der Christi Auferstehung oder Verklärung Christi. Auf der dritten Ebene jeweils rechts und links der Ikonostasenmitte befinden sich kleinere einzelne Ikonen der Hl. 12 Aposteln angeordnet in zwei Sechsergruppen, mit den vier Evangelisten an der Spitze. Über der Ikonostasenmitte thront ein Kreuz, auf dem die Kreuzigung Christi dargestellt ist. 
Vor der Ikonostase im Naos stehen der Bischofsthron und der Gottesmutterthron, ebenfalls beide reich verziert.

### Fresken
Die Kirchengemeinde unterzeichnete am 18. Februar 1868 einen Vertrag mit dem berühmten Maler Nikola Aleksić über das Bemalen und Vergolden der Ikonostase, das Malen der Ikonen sowie das Bemalen des Kircheninneren mit Fresken. Nikola Aleksić bemalte die Kirche etwa drei Jahre lang, und der Hauptteil der Arbeiten wurde 1871 abgeschlossen, was durch eine Inschrift belegt ist. Sein Sohn und ebenfalls ein bekannter Maler Dušan Aleksić beendete die Fresken im Jahre 1873, nach dem Tod seines Vaters im Jahre 1872. Auf dem Kirchturm wurde zu allen vier Seiten eine Uhr mit der Zeitangabe 11:55 (fünf vor zwölf) gezeichnet.
Zu erwähnen sind unter anderem folgende Fresken: An der Nordwand vom Altarbereich hin zum Narthex befindet sich eine Freske, die die Krönung von Zar Dušan darstellt. Im vierten Querschiff werden Szenen aus der berühmten Schlacht auf dem Amselfeld dargestellt, wie Miloš Obilić tötet Sultan Murad oder die Kämpfe der zwei legendären Ritter Milan Toplica und Ivan Kosančić, die beide in der Schlacht fielen.
Die Fresken, Ikonen und Holzschnitzereien wurden im Stil des Klassizismus gemalt bzw. angefertigt.